# 祁劇
祁劇，又稱為「祁陽劇」、「邵陽祁劇」、「湖南班子」，是一個在湖南祁陽形成的地方劇種。祁劇是揉合了唱功及做手的表演藝術。它廣泛流傳於湘、贛、粵、桂四省。
祁劇的行當分為生、旦、淨四行。

無論劇目、音樂唱腔、臉譜服飾，祁劇都有鮮明的特色。祁劇分永河、寶河兩大流派，永河彈腔戲較多，寶河高腔戲較多。高腔是祁劇中最古老、最有特色的一種聲腔。現在還保留著「帽形燥鼓」這種古老的樂器。傳統劇目，十分豐富，共有941個，其中整本272個，散折669個。

## 著名劇目
- 《武松殺嫂》[3]
- 《法場換子》[4]
- 《卸甲封王》[5]